# Gorgone binocula
Gorgone binocula là một loài bướm đêm trong họ Noctuidae.